# سرعوبية زغبية
سُرعوبية زغبية (الاسم العلمي: Galeopsis segetum)، ويعرف باسم نبات القنب اللاسع الأزغب، نوع من نباتات المُزهرة من فصيلة الشفوية. ينمو كحشيش في الأراضي الصالحة للزراعة في جميع أنحاء أوروبا.

## الاستعمال الطبِّي
هذه النبتة تعمل على تَنبيه المفرزات التنفُّسية وتسهيل خروج البلغم (مقشِّع expectorant). وتستعمل بنجاح في معالجة التهاب القصبات والسُّعال الرَّطب . 